# Sugarbush
Le sugarbush est une race de chevaux de trait sélectionnée en Ohio, aux États-Unis. Issue de croisements entre le Percheron et l'Appaloosa, elle est caractérisée par un modèle solide et par une robe tachetée léopard. Les effectifs sont extrêmement bas, en raison notamment de la forte sélectivité à l'enregistrement dans le registre de race.

## Histoire

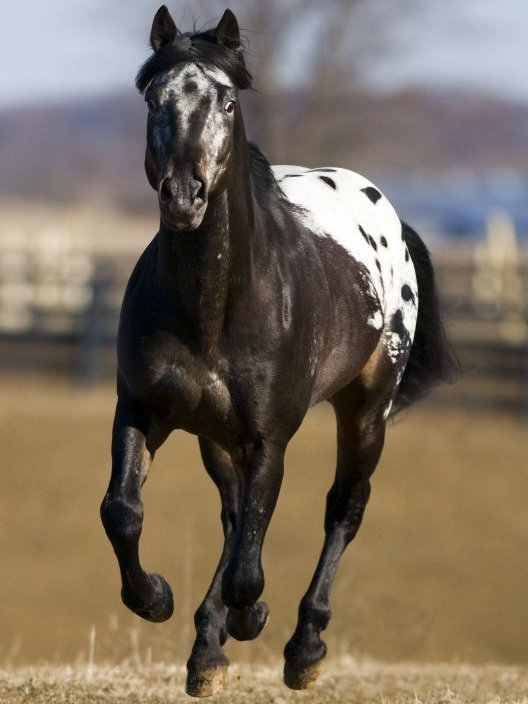
Cheval de race Appaloosa.

D'après Giacomo Giammatteo, le nom de cette race de chevaux s'écrit sans initiales en majuscules.
Cette race a été créée par croisements entre l'Appaloosa et le Percheron, dans les années 1990, grâce à l'usage de l'insémination artificielle, à l'élevage de chevaux d'attelage d'Everett Smith, The Sugarbush Hitch Co. en Ohio,. En 1997, il découvre le programme d'élevage de Mike Muir, un warmblood lourd Appaloosa de sport, nommé le Stonewall Sport Horse. 
L'une de ses juments Percheron de robe noire donne naissance à un poulain de robe léopard, par un étalon Appaloosa. Everett continue ces croisements les années suivantes. Le Sugarbush Harlequin Draft Horse and Stonewall Sport Horse Registry est créé au début des années 2000. La race a gagné rapidement en popularité, notamment grâce à sa présentation médiatique.
En 2008, Everett Smith prend sa retraite et confie les 12 chevaux de son programme d'élevage. Le cheptel est cependant croisé sans contrôle, ce qui pousse un groupe d'éleveurs, en 2013, à créer un nouveau registre sous le nom d′American Sugarbush Harlequin Draft Association, ou ASHDA.

## Description
C'est un cheval de trait lourd. Il mesure de 1,54 m à 1,73 m. Le profil de tête doit être rectiligne ou convexe. L'apparence générale doit être compacte et solide, notamment au niveau du dos. Il dispose de fanons, mais pas aussi abondants que chez la plupart des races de trait. Les pieds sont larges. 

### Robe
Un sugarbush doit arborer, de préférence, une robe tachetée léopard, quelle que soit la couleur de base modifiée par le tacheté. Les chevaux de robe non-tachetée (solid) sont admis, mais le pie est interdit.

### Sélection
La sélection de cette race est assurée par l′American Sugarbush Harlequin Draft Association (ASHDA). Pour être enregistré, un cheval doit être lui-même issu de parents approuvés par le registre de race. Le nombre d'individus approuvés est très réduit, en raison du faible nombre de chevaux correspondant aux critères. Le Frison n'est pas autorité en croisement.

## Utilisations
Ce cheval a des usages diversifiés, sous la selle ou à l'attelage, en parade et en exhibition. Il est aussi utilisé en équithérapie.

## Diffusion de l'élevage
D'après CAB International, les effectifs sont critiquement bas, puisque seuls une vingtaine de chevaux subsistent en 2016 ; l'édition de 2020 décrit cette race comme « pratiquement éteinte »
Le fabricant de figurines Collecta en a créé une à l'effigie d'une jument de race Sugarbush.